# Белгун (Олт)
Белгун (рум. Belgun) насеље је у Румунији у округу Олт у општини Бобичешти. Oпштина се налази на надморској висини од 147 m.

## Становништво
Према подацима из 2002. године у насељу је живело 331 становника, од којих су сви румунске националности.